# Peki’in Chadasza
Peki’in Chadasza (hebr. פקיעין חדשה) – moszaw położony w Samorządzie Regionu Ma’ale Josef, w Dystrykcie Północnym, w Izraelu.

## Położenie
Moszaw Peki’in Chadasza jest położony na wysokości 556 metrów n.p.m. w centralnej części Górnej Galilei. Leży w głębokim wadi strumienia Peki’in, który spływa z położonego na wschodzie płaskowyżu Wyżyny Peki’in (886 m n.p.m.). Na południowym zachodzie wznosi się góra Har Pelech (796 m n.p.m.). Okoliczne wzgórza są w większości zalesione. W otoczeniu moszawu Peki’in Chadasza znajdują się miejscowości Peki’in, Kisra-Sumaj, Churfeisz, moszaw Curi’el, oraz wioska komunalna Har Chaluc.

### Podział administracyjny
Peki’in Chadasza jest położony w Samorządzie Regionu Ma’ale Josef, w Poddystrykcie Akka, w Dystrykcie Północnym Izraela.

## Demografia
Stałymi mieszkańcami moszawu są wyłącznie Żydzi. Tutejsza populacja jest mieszana - świecka i religijna:

Źródło danych: Central Bureau of Statistics.

## Historia
Moszaw został założony w lutym 1955 roku przez imigrantów z Maroka. Celem było wzmocnienie żydowskiej obecności w obszarze druzyjskiej miejscowości Peki’in. Początkowo tutejsi mieszkańcy uczęszczali do synagogi w Peki’in, dopiero z czasem wybudowano własną synagogę. W 2007 roku lokalna ludność druzyjska ostro sprzeciwiła się budowie anten przekaźników telefonii komórkowej. W dniu 24 października 2007 roku druzyjska młodzież zniszczyła antenę w moszawie Peki’in Chadasza. W następnych dniach zamieszki trwały, a o ich intensywności świadczy fakt, że rannych zostało kilku policjantów. Podczas rozruchów spalono żydowskie domy w Peki’in. W rezultacie, w dniu 3 grudnia 2007 roku ostatnia rodzina żydowska opuściła tę miejscowość. Chrześcijanie wyprowadzili się na północny zachód, zakładając własną wioskę Bakija al-Dżarbija (jest ona częścią Peki’in). Istnieją plany rozbudowy moszawu.

### Nazwa
Nazwa moszawu oznacza Nowe Peki’in, i odnosi się do sąsiedniej miejscowości druzyjskiej. Według lokalnej tradycji nazwa Peki’in wywodzi się z czasów rzymskich i w języku arabskim oznacza „Mała Dolina”.

## Edukacja
Moszaw utrzymuje przedszkole. Starsze dzieci są dowożone do szkoły podstawowej w moszawie Me’ona lub szkoły średniej przy kibucu Kabri.

## Kultura i sport
W moszawie znajduje się ośrodek kultury z biblioteką. Z obiektów sportowych jest basen, boisko do koszykówki oraz sala sportowa z siłownią.

## Infrastruktura
W moszawie jest przychodnia zdrowia, synagoga, sklep wielobranżowy oraz warsztat mechaniczny.

## Gospodarka
Gospodarka moszawu opiera się na drobnym rolnictwie i sadownictwie. Jest tu także ferma drobiu. Część mieszkańców dojeżdża do pracy w pobliskich strefach przemysłowych.

## Transport
Z moszawu wyjeżdża się na północny zachód na drogę nr 8655, którą jadąc na północ wjeżdża się na drogę nr 864, lub jadąc na zachód dojeżdża się do miejscowości Kisra-Sumaj. Natomiast jadąc drogą nr 864 na południowy wschód dojeżdża się do miejscowości Peki’in, lub na północny zachód do wioski Baki'a al-Gharbijja (dzielnica miejscowości Peki’in) i dalej do moszawu Chosen oraz skrzyżowania z drogą nr 89.